# Nova Roma (religião)

A bandeira da Nova Roma, baseada nas cores e símbolos do Império Romano.

Nova Roma é uma organização internacional reconstrucionista e revivalista romana criada em 1998 (ou MMDCCLI AUC, 2751 AUC pelo calendário romano) por Joseph Bloch e William Bradford, depois incorporada em Maine como uma organização sem fins lucrativos com uma missão educacional e religiosa. Nova Roma afirma promover "a restauração da clássica religião romana, cultura, e virtudes" e "compartilhados ideais romanos".
Relatado em prover recursos online sobre cultura romana, língua latina, vestuário romano antigo e orientações de recriamento, Nova Roma pretende ser mais que uma comunidade de recriadores ou grupo de estudo de história. Strimska, Davy, Adler, Gallagher-Ashcraft, e recentemente Chryssides referem para isso como uma comunidade reconstrucionista politeísta. Porque tem uma estrutura baseada na antiga República Romana, com um senado, magistrados e leis promulgadas por voto da comitia, e com sua própria cunhagem, e porque a Nova Roma Wiki afirma que o grupo se auto-identifica como uma "nação soberana", alguns observadores de fora classificam como uma micronação.

## Religião romana
Nova Roma tem adotado a antiga religião romana como seu culto de estado, mas também mantém a liberdade de religião de seus cidadãos. Como uma prática reconstrucionista politeísta, a religio Romana ou cultus deorum Romanorum (designações latinas usadas pelos aderentes de Nova Roma quando referindo para sua religião) reportadamente atraí pessoas de origem militar.
Tanto as tradições religiosas domésticas e a então chamada religião de estado (sacra publica) são representadas nas práticas de Nova Roma, incluindo a restauração da antiga sacerdotal collegia, e o culto honrante do ciclo completo dos festivais romanos ao longo do ano. De acordo com o Ontario Consultants on Religious Tolerance, na época do Natal, Novos Romanos celebram o festival romano da Saturnália.
Em 2006 Margot Adler notou o plano da organização para restaurar um santuário da Magna Mater em Roma.

## Eventos ao vivo

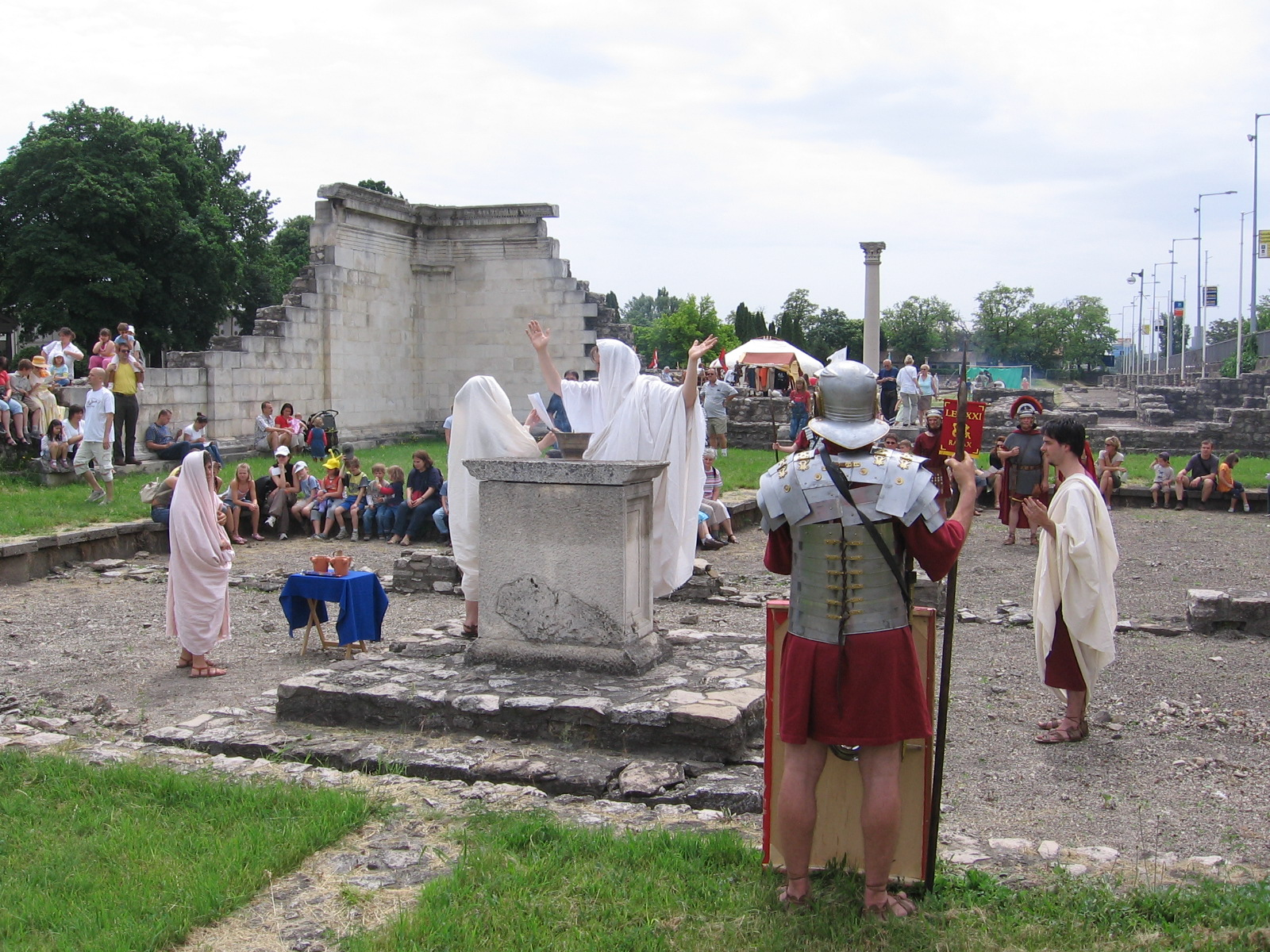
Novos Romanos performando uma cerimônia religiosa romana em Aquinco (Budapeste), 2008.

Cidadãos de Nova Roma participam em tais eventos como o Festival da Herança Antiga em Svištov, Bulgária, como 2011 defunto Roman Market Day em Wells Harbor Park, Maine e Forum Fulvi na Itália, Ludi Savarienses Carnaval Histórico ou o Aquincum Floralia Spring Festival na Hungria.

## Competições e jogos culturais
Entre as atividades culturais de Nova Roma, competições e jogos associados com vários festivais romanos têm um importante lugar. Eles podem incluir uma ampla gama de vários programas de humorísticos jogos online até sérias competições de arte como o Certamen Petronianum, um concurso literário de escrita de romance histórico, onde o júri era composto de notáveis incluindo a romancista famosa mundialmente Dra. Colleen McCullough, autora de muitos romances best-selling com temas romanos, e o Prof. Dr. T. P. Wiseman, professor universitário de história romana e antigo vice-presidente da Academia Britânica.

## Contextos históricos
Revival das coisas romanas e suas co-opções para importância simbólica têm uma longa história. Nova Roma (em latim, literalmente "Nova Roma") em seu deliberado revival de grandiosos remanescentes do passado assim como paralelos e ecos de outras Novas Romas tais como:
- o Império Romano Oriental ou Bizantino como uma encarnação sobrevivente dos ideais romanos baseados em Constantinopla (algumas vezes caracterizada como "Nova Roma" ou a "Segunda Roma") após o declínio do imperium romano no Ocidente.[37]
- a doutrina da Terceira Roma como justificativa para as ambições imperiais muscovitas e russas do século XV em frente.[38]
- tentativa de construção de Mussolini de um Novo Império Romano baseado no Mediterrâneo (compare a Itália Imperial) no início do século XX.[39]